# Мазитов, Вадим Валерьевич
Вадим Валерьевич Мазитов (8 апреля 1960, Иркутск — 18 октября 1999, Иркутск) — советский и российский рок-музыкант, поэт, основатель и бессменный лидер рок-групп «Берег» и «Принцип Неопределённости».

## Биография

### Ранние годы
Музыкой увлёкся в 15 лет, некоторое время играл в школьной рок-группе.
После окончания школы поступил в ИГУ, на физико-математический факультет. Там он собирал свою первую рок-группу — «АЗ 216» (названием группа обязана актовому залу 216 физико-математического факультета ИГУ). В 1989 году группа распалась, и Мазитов ушёл в одиночное плавание.
Некоторое время Вадим работал ассистентом на кафедре теоретической механики ИПИ, инженером ВЦ Академии наук, старшим научным сотрудником лаборатории физико-магнитных явлений, корреспондентом газеты «Версия». Но во все времена его амплуа была рок-музыка.
Во время работы в разных учреждениях Мазитов продолжал сочинять блюзы (в частности, на стихи Саши Чёрного, Эдгара По, Игоря Иртеньева), подражая своему кумиру Эрику Клэптону.

### «Принцип неопределённости». Популярность
В пединституте, в котором Мазитов некоторое время проучился, собирается первый состав группы «Берег».
К 1990 году «Берег» превращается в «золотой состав» «Принципа Неопределённости»:
- Вадим Мазитов — вокал, гитара, тексты, музыка, аранжировки
- Дмитрий Розенцвейг — бас-гитара
- Андрей Попов — ударные
- Антон Тихонов — клавишные, флейта, труба, аранжировки

Таким составом в феврале-марте 1991 года «Принцип Неопределённости» записывает свой первый и последний альбом — «При попытке к бегству». Также группа выступает на разогреве у «Кино», «Крематория», «Бригады С» и других исполнителей. Армен Григорян (лидер группы «Крематорий») посвящает Мазитову песню «Туда, где отдают концы».
Альбом «При попытке к бегству» заставил говорить о себе за пределами Иркутска. Песня «Жандармерия» долгое время удерживала первое место в хит-параде «Тихий парад» на «Радио России». Клип на песню «Долина тысячи дождей», снятый Юрием Дорохиным, занял шестое место на Всероссийском конкурсе клипов. Вадима Мазитова и «Принцип Неопределённости» пригласили выступать на различных рок-фестивалях — «Рок-Азия-90», «Индюки-91» и других. «Принцип Неопределённости» — единственная иркутская рок-группа, занесённая в книгу Александра Кушнира «100 магнитоальбомов советского рока».

### Последние годы
За год до смерти у Мазитова случился сердечный приступ.
Скончался 18 октября 1999 года. Похоронен на Ново-Ленинском кладбище города Иркутска.

## Личность
Вадим Мазитов занимался авиамоделированием (в его коллекции было около тридцати моделей), знал банковское дело, любил фильмы ужасов. Играл на скрипке, любил музыку Софии Губайдулиной, Йозефа Гайдна и Альфреда Шнитке.

## Дискография
1991 год — «При попытке к бегству»